# Zoo Henry Doorly
Lo zoo Henry Doorly o zoo di Omaha è un giardino zoologico situato a Omaha, negli Stati Uniti. È accreditato dall'Associazione degli zoo e degli acquari (AZA) ed è uno dei membri della World Association of Zoos and Aquariums (WAZA). È un giardino zoologico rinomato per le sue azioni mirate alla conservazione della natura e alla ricerca. Fondato sul precedente zoo di Riverview nel 1894, lo zoo ospita la maggiore collezione di felini degli Stati Uniti, ma anche oltre 900 specie diverse di altri animali. Costituisce la maggiore attrazione del Nebraska per numero di visitatori.